# Aglabidi
Aglabidi je arabska dinastija, ki je vladala v Tunisu in drugih delih Severne Afrike med leti 800 in 909. 
Prestolnica Aglabidov je bila Kairouan. Med pomembnejšimi pridobitvami Aglabidov je bila tudi osvojitev Sicilije.

## Vladarji
- Ibrahim I. ibn al-Aghlab ibn Salim (800-812)
- Abdullah I. ibn Ibrahim (812-817)
- Ziyadat Allah I. ibn Ibrahim (817-838)
- al-Aghlab Abu Affan ibn Ibrahim (838-841)
- Muhammad I. Abul-Abbas ibn al-Aghlab Abi Affan (841-856)
- Ahmad ibn Muhammad (856-863)
- Ziyadat Allah II. ibn Abil-Abbas (863)
- Muhammad II. ibn Ahmad (863-875)
- Ibrahim II. ibn Ahmad (875-902)
- Abdullah II. ibn Ibrahim (902-903)
- Ziyadat Allah III. ibn Abdillah (903-909)